# Макронисос
Макронисос (грчки грч. ) је једно острва у групацији Киклада у Грчкој. Управно острво припада округу Киклади и Периферији Јужни Егеј и припада општини Кеа.

## Природни услови
Макронисос је једно од мањих острва Киклада. Посебност острва је близина копна - удаљено је свега 2 km од обале Атике. Марконисос је удаљен око 50 km југоисточно од Атине. Острво је веома издужено, широко понегде и око 500 m, док се у дужину пружа више од 10 km. Клима је средоземна и веома сушна. Биљни и Животињски свет су такође особени за ову климу.

## Историја
Као негостуљубиво и неплодно острво Макронисос је током историје више био пуст него насељен. Током владавине војне хунте у Грчкој 70их година острво је служило као велики затвор.